# Geert Broeckaert
Geert Broeckaert (ur. 15 listopada 1960 w Zottegem) – belgijski piłkarz grający na pozycji pomocnika. Był reprezentantem Belgii.

## Kariera klubowa
Swoją karierę piłkarską Broeckaert rozpoczął w 1970 roku juniorach klubu KAA Gent. W 1978 roku został zawodnikiem Cercle Brugge i w sezonie 1978/1979 zadebiutował w jego barwach w drugiej lidze belgijskiej. W debiutanckim sezonie awansował z nim do pierwszej ligi. W sezonie 1984/1985 zdobył z nim Puchar Belgii. W Cercle Brugge grał do końca sezonu 1990/1991.
Latem 1991 Broeckaert przeszedł do drugoligowego Excelsioru Mouscron. Występował w nim przez cztery sezony i po sezonie 1994/1995 zakończył w nim swoją karierę.
| Sezon   | Klub               | Kraj   | Rozgrywki     | Mecze | Gole |
| ------- | ------------------ | ------ | ------------- | ----- | ---- |
| 1978/79 | Cercle Brugge      | Belgia | Tweede klasse | 22    | 0    |
| 1979/80 | Cercle Brugge      | Belgia | Eerste klasse | 17    | 0    |
| 1980/81 | Cercle Brugge      | Belgia | Eerste klasse | 21    | 0    |
| 1981/82 | Cercle Brugge      | Belgia | Eerste klasse | 32    | 5    |
| 1982/83 | Cercle Brugge      | Belgia | Eerste klasse | 23    | 0    |
| 1983/84 | Cercle Brugge      | Belgia | Eerste klasse | 31    | 4    |
| 1984/85 | Cercle Brugge      | Belgia | Eerste klasse | 32    | 2    |
| 1985/86 | Cercle Brugge      | Belgia | Eerste klasse | 21    | 0    |
| 1986/87 | Cercle Brugge      | Belgia | Eerste klasse | 23    | 1    |
| 1987/88 | Cercle Brugge      | Belgia | Eerste klasse | 27    | 2    |
| 1988/89 | Cercle Brugge      | Belgia | Eerste klasse | 32    | 2    |
| 1989/90 | Cercle Brugge      | Belgia | Eerste klasse | 34    | 2    |
| 1990/91 | Cercle Brugge      | Belgia | Eerste klasse | 21    | 0    |
| 1991/92 | Excelsior Mouscron | Belgia | Tweede klasse | 25    | 0    |
| 1992/93 | Excelsior Mouscron | Belgia | Tweede klasse | 22    | 1    |
| 1993/94 | Excelsior Mouscron | Belgia | Tweede klasse | 27    | 1    |
| 1994/95 | Excelsior Mouscron | Belgia | Tweede klasse | 13    | 0    |

## Kariera reprezentacyjna
W reprezentacji Belgii Broeckaert zadebiutował 12 września 1990 w przegranym 0:2 towarzyskim meczu z NRD, rozegranym w Anderlechcie. Był to jego jedyny mecz w kadrze narodowej.